# Slot Zuylen

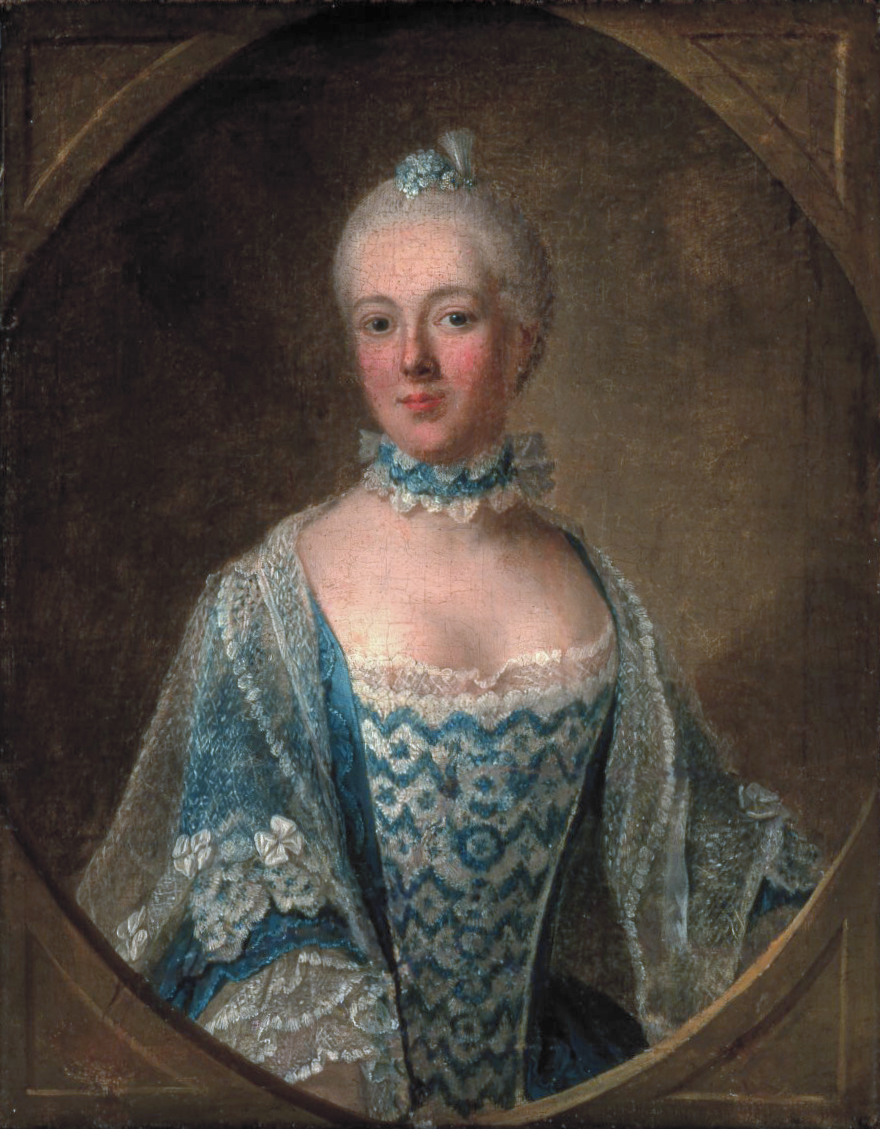
Belle van Zuylen geschilderd door Guillaume de Spinny (1759) Slot Zuylen

Slot Zuylen is een kasteel in het dorp Oud-Zuilen nabij de stad Utrecht. Het ligt vanuit Utrecht gezien aan het begin van de Vechtstreek. De geschiedenis van het slot begint reeds in de 13e eeuw.

## Geschiedenis
In de 13e eeuw werd door de Heer van Suilen en Anholt een donjon gebouwd. Van deze woontoren is niet veel bekend.
In de 14e eeuw werd de donjon uitgebreid met een zaalhuis. Het geslacht van Zuylen verdeelde zich in diverse takken: het geslacht Van Zuylen bleef tot aan de 14e eeuw heerser van het kasteel. In 1422 erfde Frank van Borssele het kasteel doordat hij aangetrouwd was. Het kasteel werd in datzelfde jaar tijdens de Hoekse en Kabeljauwse twisten met de grond gelijk gemaakt door de Utrechtse Hoeken.
Pas in 1510 werd begonnen met de herbouw van Slot Zuylen door de edelman Willem van Rennenberg. Kort na de ingebruikname werd het als ridderhofstad erkend. Zijn nazaten waaronder George van Lalaing, en de familie Egmond hadden het in eigendom tot het in 1611 werd verkocht aan de Amsterdamse koopman Jasper Quinget. Zijn stadgenoot Adam van Lockhorst werd zes jaar later de volgende eigenaar. Rond 1620 was admiraal Steven van der Hagen bewoner van het slot. Uiteindelijk kwam het slot in 1656 door overerving in bezit van de familie Van Tuyll van Serooskerken. Door hun contacten bleef Slot Zuylen in het Rampjaar 1672 buiten schot.
De slangenmuur van 120 meter werd in 1742 gebouwd.
In 1751-1752 is het slot voor het laatst ingrijpend verbouwd. Het slot kreeg een U-vorm: de weermuur werd gesloopt en de bijbehorende gracht gedempt, waardoor de binnenplaats een voorplein werd. Om een symmetrisch geheel te bereiken werd er een linkervleugel bijgebouwd. Er werd een extra buitenmuur gebouwd zodat er bij de nieuwe toegangsdeur een voorportaal ontstond met nieuwe trappen, zodat de kamers apart bereikbaar konden worden. Sindsdien zijn er aan het hoofdgebouw geen grote veranderingen meer aangebracht.

Van 1803-1808 werd Slot Zuylen om economische redenen door Willem René van Tuyll van Serooskerken verhuurd.
Begin jaren 50 van de 20e eeuw bracht Frederik Christiaan Constantijn van Tuyll van Serooskerken het slot met de tuinen onder in een stichting. Meerdere restauraties vonden er daarna plaats aan Slot Zuylen. Vandaag de dag heeft het onder meer de functie van museum.
Een van de bekendste bewoners van het slot was schrijfster Belle van Zuylen (1740-1805).

## Slot Zuylen en omgeving
Het slot ligt in een parkje van 1,5 hectare met een 120 meter lange slangenmuur. Bij het kasteel behoren verder nog grachten met de volgende aparte rijksmonumenten: kademuren, een duiker, brug, poortgebouw, hoektoren, koetshuis, tuinmanswoning, slotboerderij, houtopslag- en wagenschuur, speelhuisje, ijzeren hekwerk en een moestuin.
Tussen het slot en de Vecht staat een kerk die na een brand is herbouwd in 1848. Het kerkje is een rijksmonument en eerder stond hier een kapel. Onder de kerkvloer bevindt zich een grafsteen van Willem van Rennenberg. Op ongeveer een halve kilometer afstand van het slot is de begraafplaats Oud-Zuilen gelegen die onder meer fungeert als begraafplaats voor de familie Van Tuyll van Serooskerken.

### Tabel van rijksmonumenten
Onderstaande een tabel met rijksmonumenten van Slot Zuylen.
| Nummer | Object                                                |
| ------ | ----------------------------------------------------- |
| 519611 | Hoofdgebouw                                           |
| 519612 | Historische tuin- en parkaanleg inclusief slangenmuur |
| 519615 | 18de-eeuwse bakstenen boogbrug                        |
| 519616 | 17de-eeuwse gemetselde kademuur                       |
| 519617 | 16de-eeuws bakstenen poortgebouw                      |
| 519618 | 17de-eeuwse bakstenen hoektoren                       |
| 519619 | 18de-eeuws koetshuis                                  |
| 519620 | Tuinmanswoning gebouwd tussen 1650 en 1750            |
| 519621 | Speelhuisje in chaletstijl, 1910-1920                 |
| 519622 | Moestuin met 18de-eeuwse bakstenen tuinmuur           |
| 519623 | Houtopslagschuur                                      |
| 519624 | Boerderij met toegangshek                             |
| 519625 | Wagenschuur uit 1863                                  |
| 519627 | Laat-19de-eeuws ijzeren toegangshek                   |
| 519628 | 19de-eeuwse gemetselde duiker                         |

## Trivia
- Het slot bezit een wandtapijt van de Delftse tapijtwever Maximiliaan van der Gught.
- De oudst bekende meubels die door Gerrit Rietveld zijn gemaakt, dateren uit 1906 en waren bestemd voor het poortgebouw.
- De 18e-eeuwse slangenmuur eindigt ter hoogte van het poortgebouw in een bolwerk met schietspleten. Dit verdedigingselement wordt gezien als een folly.
- In Slot Zuylen is de TROS-kinderserie Koning Bolo opgenomen.

## Fotogalerij

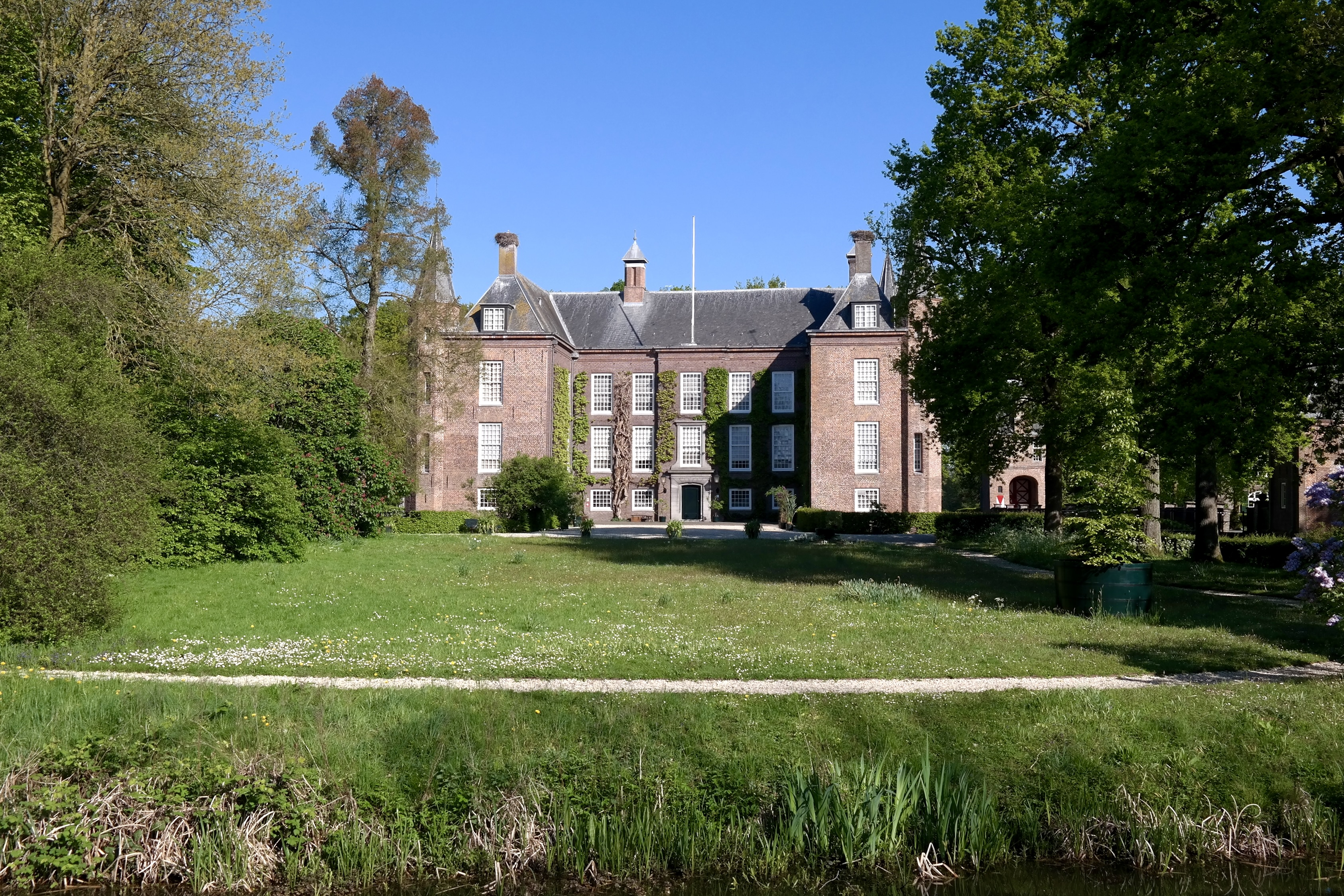
Hoofdgebouw in 2025 gezien vanaf de Slotlaan.
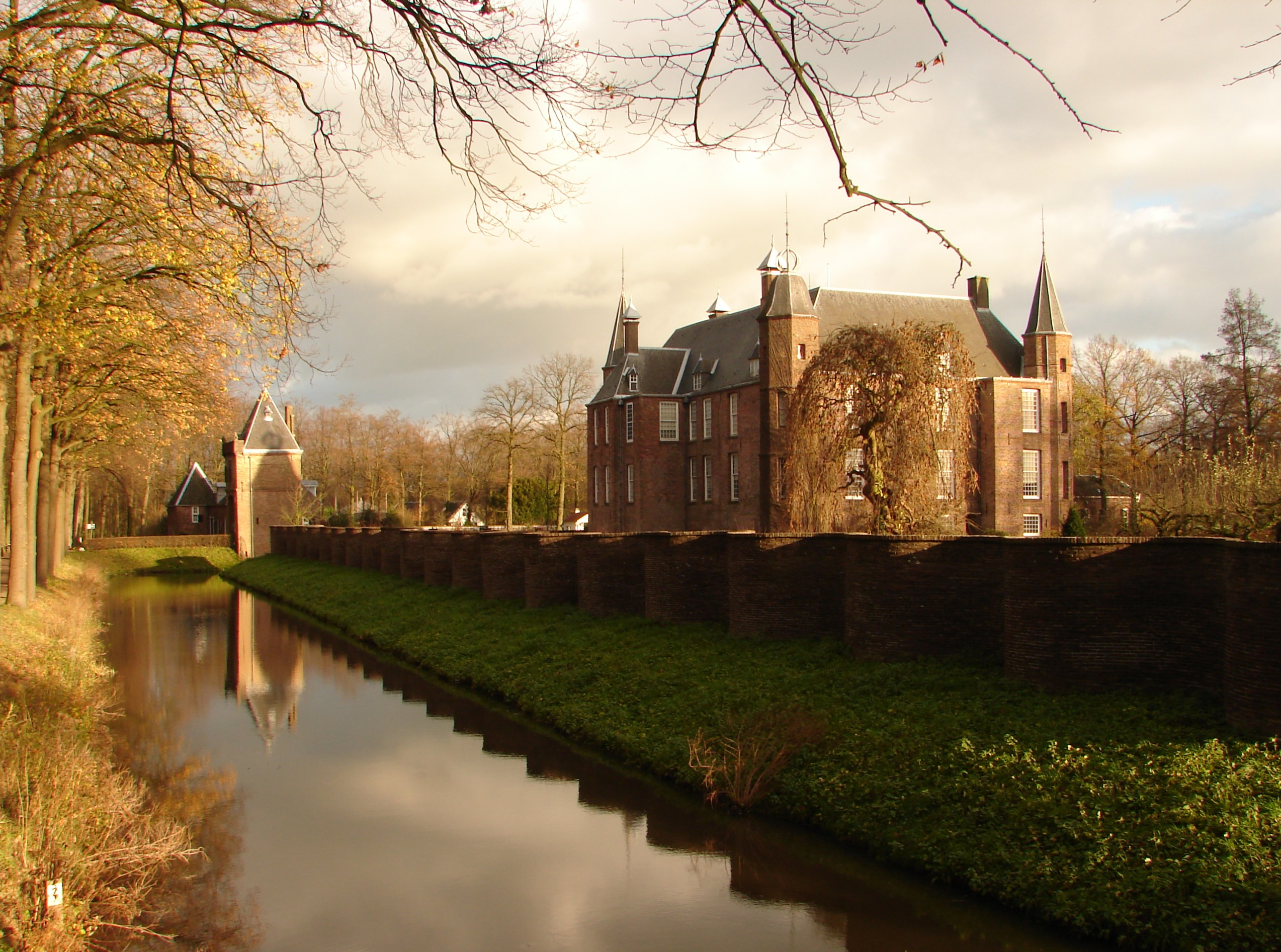
Slot Zuylen met slangenmuur van 120 meter
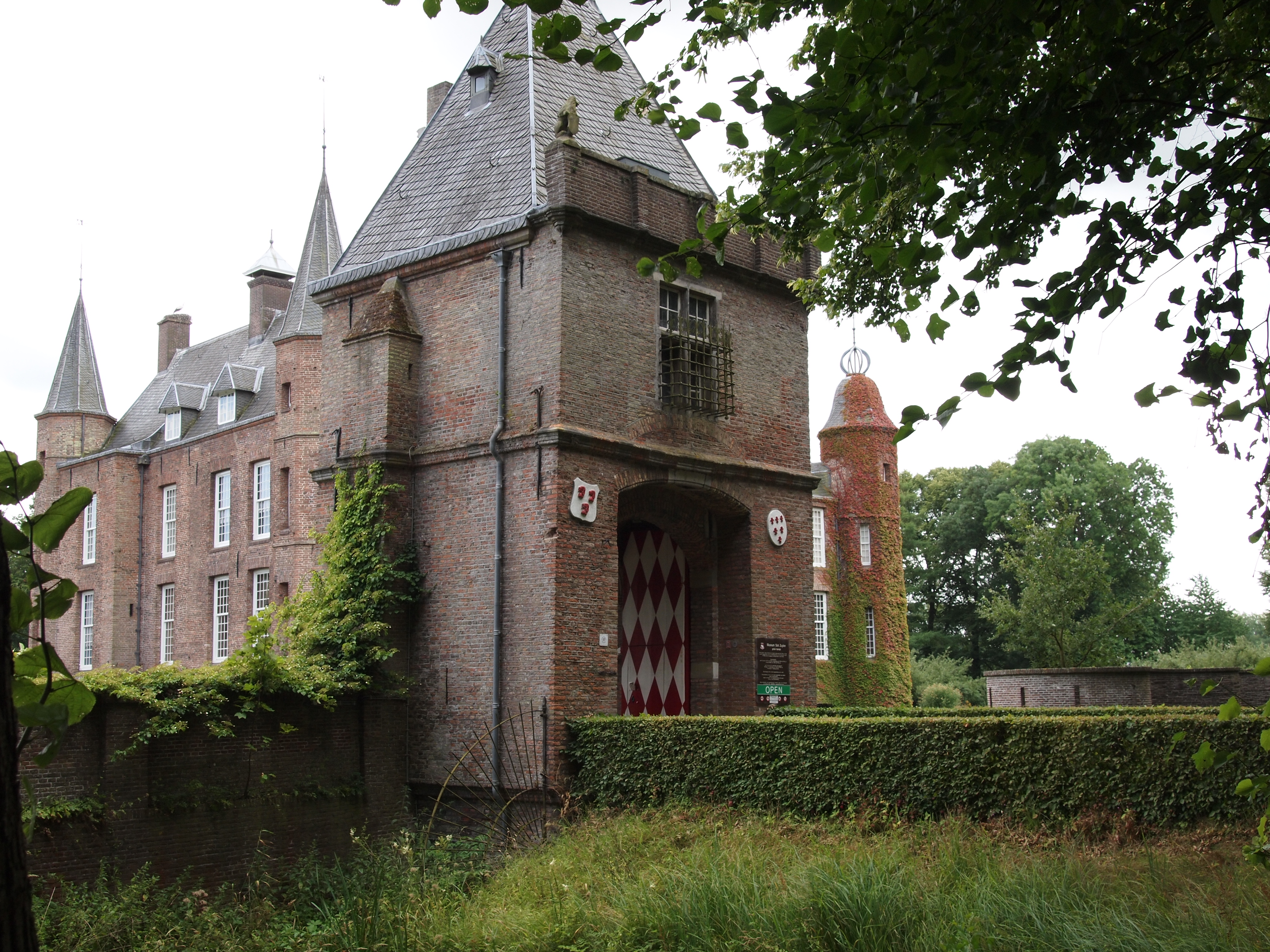
Poortgebouw, mogelijk een ontwerp van Rombout II Keldermans
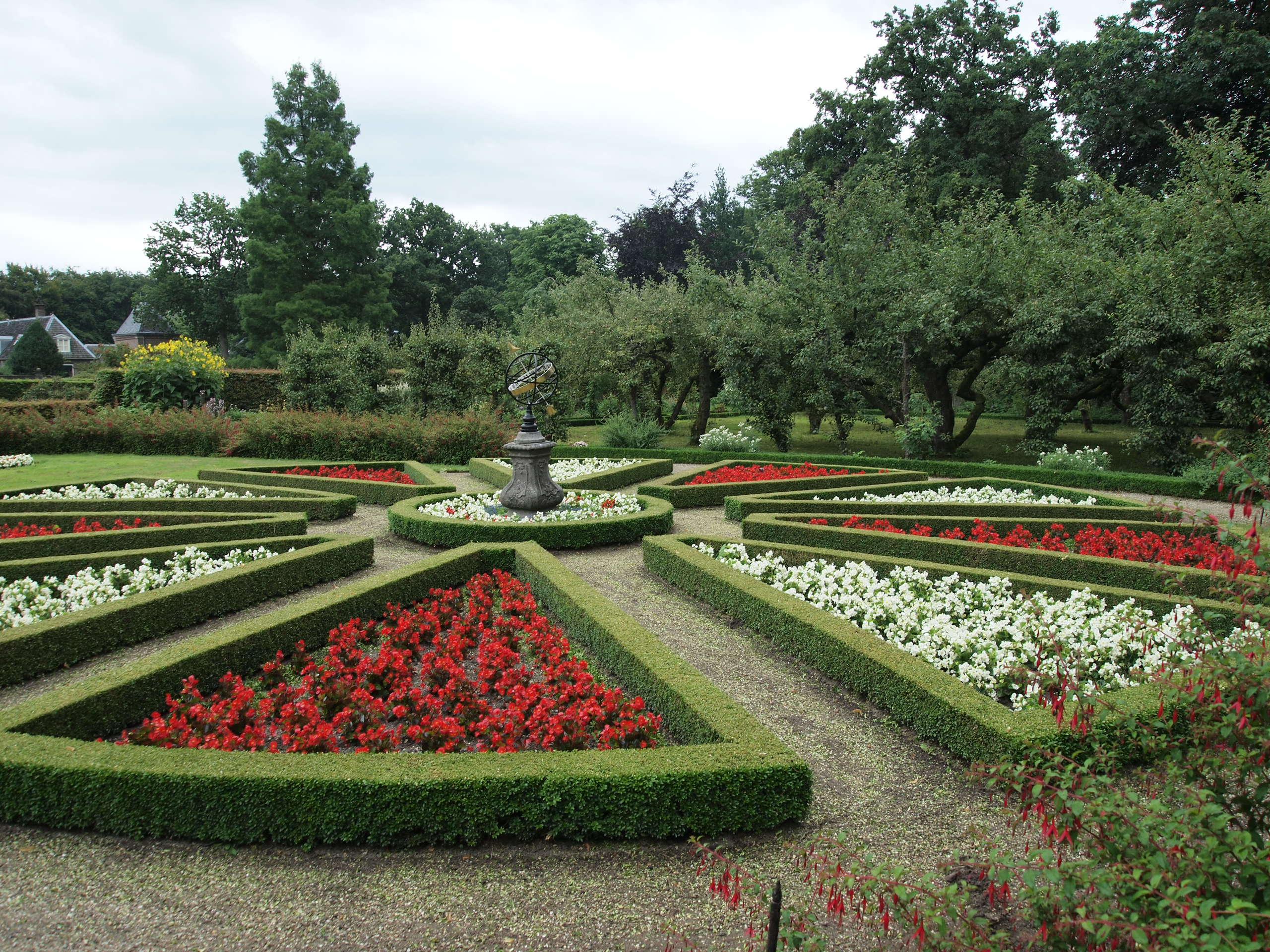
Historische tuin
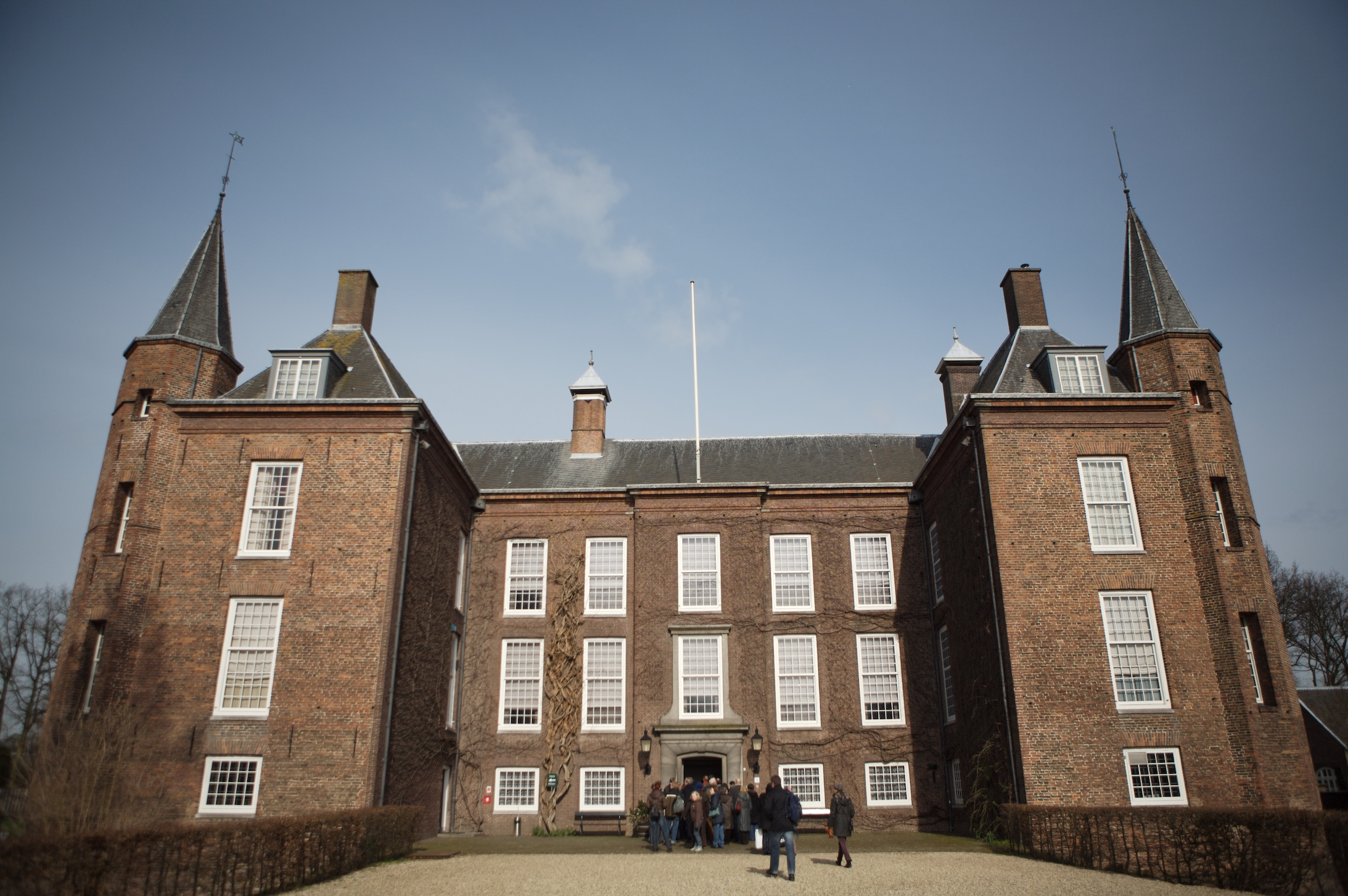
Hoofdgebouw